# Bhāskara I
Bhāskara (circa 600 - circa 680), ook wel bekend als Bhāskara I, dit om verwarring te voorkomen met de 12de-eeuwse wiskundige Bhāskara II, was een zevende-eeuwse Indiase wiskundige, die de eerste zou zijn geweest die in het Hindoe-Arabische systeem van cijfernotatie een cirkel gebruikte om het getal nul weer te geven. Daarnaast gaf hij in zijn commentaar op het werk van Aryabhata een formule voor het berekenen van een sinus van een scherpe hoek, waar men geen tabellen voor nodig heeft. Ook gaf hij de onderstaande benadering van sin(x), met een relatieve fout van minder dan 1.9%:
{\displaystyle \sin x\approx {\frac {16x(\pi -x)}{5\pi ^{2}-4x(\pi -x)}})} voor {\displaystyle \qquad (0\leq x\leq \pi )}